# 王泰運
王泰運（？年—？年），字際元，河南汝州郟縣人，由舉人，乾隆四十六年署順慶府通判。是一位政治人物，明清時曾在四川順慶府岳池縣（位於今四川東北部，武周萬歲通天二年分南充、相如二縣置，是一個千年古縣）擔任官吏。